# 野戦特科情報処理システム
野戦特科情報処理システム（やせんとっかじょうほうしょりシステム、英：Field Artillery Data-processing System：FADS）は、陸上自衛隊の装備。師団の野戦特科連隊などに配備される。製作は東芝。

## 概要
射撃に必要となる目標の情報を迅速に処理、友軍に伝達するための装備。地図などを電子的に表示することができ、効果的な運用が可能となった。さらに特科部隊との連携による情報収集、射撃統制ができる。